# Adam Örn Arnarson
Adam Örn Arnarson (ur. 27 sierpnia 1995 w Akureyri) – islandzki piłkarz występujący na pozycji prawego obrońcy w islandzkim klubie Fram oraz w reprezentacji Islandii.

## Kariera klubowa

### Breiðablik UBK
Jest wychowankiem drużyny Breiðablik UBK. Zadebiutował 11 lipca 2011 w meczu Úrvalsdeild przeciwko Ungmennafélagið Stjarnan (3:2). W sezonie 2012 jego zespół zajął drugie miejsce w tabeli zdobywając wicemistrzostwo Islandii.

### NEC Nijmegen
W listopadzie 2012 podpisał dwuipółletni kontrakt z klubem NEC Nijmegen obowiązujący od 1 stycznia 2013.

### FC Nordsjælland
7 sierpnia 2014 przeszedł do drużyny FC Nordsjælland. Zadebiutował 23 listopada 2014 w meczu Superligaen przeciwko Odense Boldklub (1:0).

### Aalesunds FK
25 stycznia 2016 podpisał kontrakt z zespołem Aalesunds FK. Zadebiutował 11 marca 2016 w meczu Eliteserien przeciwko Stabæk Fotball (1:0). Pierwszą bramkę zdobył 6 maja 2018 w meczu ligowym przeciwko Mjøndalen IF (2:1).

### Górnik Zabrze
8 lutego 2019 przeszedł do klubu Górnik Zabrze. Zadebiutował 11 lutego 2019 w meczu Ekstraklasy przeciwko Wiśle Kraków (2:0).

### Tromsø IL
3 marca 2020 podpisał kontrakt z drużyną Tromsø IL. Zadebiutował 3 lipca 2020 w meczu OBOS-ligaen przeciwko Raufoss IL (1:0). Pierwszą bramkę zdobył 6 lipca 2020 w meczu ligowym przeciwko Kongsvinger IL (0:2). W sezonie 2020 jego zespół zajął pierwsze miejsce w tabeli i awansował do najwyższej ligi. W Eliteserien zadebiutował 16 maja 2021 w meczu przeciwko Viking FK (0:1).

## Kariera reprezentacyjna

### Islandia
W 2017 roku otrzymał powołanie do reprezentacji Islandii. Zadebiutował 8 lutego 2017 w meczu towarzyskim przeciwko reprezentacji Meksyku (1:0).

## Statystyki

### Klubowe
(aktualne na dzień 11 sierpnia 2021)
| Klub               | Sezon              | Liga               | Liga  | Liga   | Puchar kraju | Puchar kraju | Suma  | Suma   |
| Klub               | Sezon              | Liga               | Mecze | Bramki | Mecze        | Bramki       | Mecze | Bramki |
| ------------------ | ------------------ | ------------------ | ----- | ------ | ------------ | ------------ | ----- | ------ |
| Breiðablik UBK     | 2011               | Úrvalsdeild        | 1     | 0      | 0            | 0            | 1     | 0      |
| Breiðablik UBK     | 2012               | Úrvalsdeild        | 1     | 0      | 0            | 0            | 1     | 0      |
| Breiðablik UBK     | Ogólnie            | Ogólnie            | 2     | 0      | 0            | 0            | 2     | 0      |
| FC Nordsjælland    | 2014/15            | Superligaen        | 8     | 0      | 0            | 0            | 8     | 0      |
| FC Nordsjælland    | 2015/16            | Superligaen        | 8     | 0      | 1            | 0            | 9     | 0      |
| FC Nordsjælland    | Ogólnie            | Ogólnie            | 16    | 0      | 1            | 0            | 17    | 0      |
| Aalesunds FK       | 2016               | Eliteserien        | 26    | 0      | 2            | 0            | 28    | 0      |
| Aalesunds FK       | 2017               | Eliteserien        | 21    | 0      | 4            | 0            | 25    | 0      |
| Aalesunds FK       | 2018               | OBOS-ligaen        | 30    | 1      | 0            | 0            | 30    | 1      |
| Aalesunds FK       | Ogólnie            | Ogólnie            | 77    | 1      | 6            | 0            | 83    | 1      |
| Górnik Zabrze      | 2018/19            | Ekstraklasa        | 13    | 0      | 0            | 0            | 13    | 0      |
| Górnik Zabrze      | 2019/20            | Ekstraklasa        | 0     | 0      | 1            | 0            | 1     | 0      |
| Górnik Zabrze      | Ogólnie            | Ogólnie            | 13    | 0      | 1            | 0            | 14    | 0      |
| Tromsø IL          | 2020               | OBOS-ligaen        | 9     | 1      | 0            | 0            | 9     | 1      |
| Tromsø IL          | 2021               | Eliteserien        | 6     | 0      | 0            | 0            | 6     | 0      |
| Tromsø IL          | Ogólnie            | Ogólnie            | 15    | 1      | 0            | 0            | 15    | 1      |
| Ogólnie w karierze | Ogólnie w karierze | Ogólnie w karierze | 123   | 2      | 8            | 0            | 131   | 2      |

### Reprezentacyjne
(aktualne na dzień 11 sierpnia 2021)
| Reprezentacja | Rok     | Mecze | Bramki |
| ------------- | ------- | ----- | ------ |
| Islandia      |         |       |        |
| 2017          | 1       | 0     |        |
| Ogólnie       | Ogólnie | 1     | 0      |

| Mecze i gole w reprezentacji | Mecze i gole w reprezentacji | Mecze i gole w reprezentacji | Mecze i gole w reprezentacji | Mecze i gole w reprezentacji | Mecze i gole w reprezentacji | Mecze i gole w reprezentacji | Mecze i gole w reprezentacji |
| Lp.                          | Data                         | Miejsce                      | Gospodarz                    | Gość                         | Wynik                        | Gol                          | Rozgrywki                    |
| ---------------------------- | ---------------------------- | ---------------------------- | ---------------------------- | ---------------------------- | ---------------------------- | ---------------------------- | ---------------------------- |
| 1.                           | 08.02.2017                   | Las Vegas                    | Meksyk                       | Islandia                     | 1:0                          |                              | Mecz towarzyski              |

## Sukcesy

### Breiðablik UBK
- Wicemistrzostwo Islandii (1×): 2012

### Tromsø IL
- Mistrzostwo OBOS-ligaen (1×): 2020